# Scandal (Scandal)
Scandal è il primo ed eponimo EP del gruppo musicale statunitense Scandal, pubblicato nel 1982.

## Tracce
Side 1
1. Goodbye to You – 3:46 (Zack Smith)
2. Love's Got a Line on You – 3:24 (Smith, Kathe Green)
3. Win Some, Lose Some – 3:47 (Bryan Adams, Jim Vallance, Eric Kagna, Paul Dean)

Side 2
1. She Can't Say No – 4:21 (Smith, Patty Smyth)
2. Another Bad Love – 3:35 (Smith, Smyth)

## Formazione
- Patty Smyth - voce
- Zack Smith - chitarra, cori
- Keith Mack - chitarra, cori
- Ray Gomez - chitarra, cori
- Ivan Elias - basso
- Frankie LaRocka - batteria
- Benjy King - tastiera, cori
- Paul Shaffer - tastiera
- Liz Smyth - cori
- Rahni Kugel - cori